# Episodi di Jack of All Trades (prima stagione)
La prima stagione della serie televisiva Jack of All Trades è composta da 14 episodi, trasmessi dal 22 gennaio al 20 maggio 2000.
| nº | Titolo originale                | Titolo italiano | Prima TV USA     | Prima TV Italia |
| -- | ------------------------------- | --------------- | ---------------- | --------------- |
| 1  | Return of the Dragoon           |                 | 22 gennaio 2000  |                 |
| 2  | Sex and the Single Spy          |                 | 29 gennaio 2000  |                 |
| 3  | The Floundering Father          |                 | 5 febbraio 2000  |                 |
| 4  | Once You Go Jack...             |                 | 12 febbraio 2000 |                 |
| 5  | The People's Dragoon            |                 | 19 febbraio 2000 |                 |
| 6  | Raging Bully                    |                 | 26 febbraio 2000 |                 |
| 7  | Daddy Dearest                   |                 | 4 marzo 2000     |                 |
| 8  | One Wedding and an Execution    |                 | 11 marzo 2000    |                 |
| 9  | Croque for a Day                |                 | 15 aprile 2000   |                 |
| 10 | Dead Woman Walking              |                 | 22 aprile 2000   |                 |
| 11 | Love Potion No. 10              |                 | 29 aprile 2000   |                 |
| 12 | Up the Creek                    |                 | 6 maggio 2000    |                 |
| 13 | X Marquis the Spot              |                 | 13 maggio 2000   |                 |
| 14 | It's a Mad, Mad, Mad, Mad Opera |                 | 20 maggio 2000   |                 |

## Return of the Dragoon

### Trama
L'avventura comincia quando Jack Stiles viene mandato da Thomas Jefferson su una minuscola isola delle Indie Orientali, dove si unisce alla bellissima Emilia Rothshild, inventrice e agente segreto inglese, per affrontare Napoleone Bonaparte.

## Sex and the Single Spy

### Trama
Jack insegna ad Emilia l'arte della seduzione, che lei mette alla prova su di un'importante spia francese al fine di recuperare un codice segreto.

## The Floundering Father

### Trama
Durante il suo viaggio in Francia, Benjamin Franklin viene rapito su ordine di Napoleone perché costruisca un'arma di distruzione di massa. Jack ed Emilia devo andare a salvarlo.

## Once You Go Jack...

### Trama
Kentucky Sue, partner precedente di Jack e sua vecchia fiamma, ritorna da lui con le pistole puntate ed una proposta di matrimonio.

## The People's Dragoon

### Trama
Emilia e Jack, nelle vesti del Daring Dragoon, lavorano insieme per recuperare un carico di oro americano che è stato intercettato dal corrotto Governatore Croque.

## Raging Bully

### Trama
Jack deve battere Napoleone a Poker per riconquistare la Louisiana togliendola alla Francia e salvare la propria vita.

## Daddy Dearest

### Trama
Quando il padre di Emilia, che è anche la più decorata spia d'Inghilterra, arriva a Palau-Palau per supervisionare una missione, tutto diventa un affare di famiglia.

## One Wedding and an Execution

### Trama
Jack è determinato ad impedire ad Emilia di dire “Lo voglio” quando lei acconsente a sposare Napoleone nel tentativo di salvare l'Inghilterra da un'invasione francese.

## Croque for a Day

### Trama
Napoleone manda un ispettore per valutare Croque, mentre Jack ed Emilia complottano per far sì che l'innocuo governatore rimanga in carica e non venga rimpiazzato da qualcuno più pericoloso.

## Dead Woman Walking

### Trama
Quando il Daring Dragoon viene accusato di aver profanato un cimitero, Emilia si finge morta per aiutarlo a ripulire il proprio nome.

## Love Potion No. 10

### Trama
Nella speranza di mantenere la pace sull'isola, Jack ed Emilia aiutano Croque a soddisfare la libido della sua giovane moglie.

## Up the Creek

### Trama
I famosi esploratori Lewis e Clark, due tipi che semplicemente dovrebbero chiedere indicazioni, sono convinti che la loro isola deserta sia in realtà l'Oregon e non riescono a concepire che la Rivoluzione Americana sia finita.

## X Marquis the Spot

### Trama
Jack ed Emilia vengono mandati sull'isola delle torture del Marchese de Sade e partecipano ad un triathlon vestiti di pelle, al fine di recuperare la corona rubata di Re Giorgio.

## It's a Mad, Mad, Mad, Mad Opera

### Trama
Jack ed Emilia vengono incaricati di proteggere l'instabile Re Giorgio da un attentato ordito ai suoi danni.